# Скінас 2
Скінас 2 (англ. Squinas 2) — індіанська резервація в Канаді, у провінції Британська Колумбія, у межах регіонального округу Карібу.

## Населення
За даними перепису 2016 року, індіанська резервація нараховувала 134 особи, показавши скорочення на 16,8%, порівняно з 2011-м роком. Середня густина населення становила 32,2 осіб/км².
З офіційних мов обидвома одночасно не володів жоден з жителів, тільки англійською — 130. Усього 45 осіб вважали рідною мовою не одну з офіційних, з них усі — одну з корінних мов.
Працездатне населення становило 50% усього населення, рівень безробіття — 45,5%.

## Клімат
Середня річна температура становить 2,1°C, середня максимальна – 18,3°C, а середня мінімальна – -17,3°C. Середня річна кількість опадів – 442 мм.
| Клімат поселення                              | Клімат поселення | Клімат поселення | Клімат поселення | Клімат поселення | Клімат поселення | Клімат поселення | Клімат поселення | Клімат поселення | Клімат поселення | Клімат поселення | Клімат поселення | Клімат поселення | Клімат поселення |
| Показник                                      | Січ.             | Лют.             | Бер.             | Квіт.            | Трав.            | Черв.            | Лип.             | Серп.            | Вер.             | Жовт.            | Лист.            | Груд.            |                  |
| Середній максимум, °C                         | −2,9             | −0,01            | 5,10             | 9,83             | 14,11            | 17,76            | 18,29            | 18,04            | 14,17            | 8,69             | 1,28             | −4,32            |                  |
| Середня температура, °C                       | −10,11           | −7,22            | −2,12            | 2,62             | 6,88             | 10,57            | 12,98            | 12,75            | 8,85             | 3,40             | −4,01            | −9,64            |                  |
| Середній мінімум, °C                          | −17,32           | −14,43           | −9,33            | −4,58            | −0,32            | 3,35             | 7,70             | 7,43             | 3,54             | −1,92            | −9,35            | −14,95           |                  |
| Норма опадів, мм                              | 44               | 25               | 21               | 19               | 32               | 43               | 41               | 34               | 32               | 47               | 58               | 46               |                  |
| Середньомісячна швидкість вітру, м/с          | 1.70             | 1.80             | 2.07             | 2.30             | 2.30             | 2.30             | 2.30             | 2.00             | 1.90             | 2.00             | 1.98             | 1.70             |                  |
| Середньомісячна сонячна радіація, кДж/м²·день | 2728             | 5438             | 9869             | 14623            | 18275            | 19821            | 19943            | 16835            | 11635            | 6297             | 3051             | 2026             |                  |
| --------------------------------------------- | ---------------- | ---------------- | ---------------- | ---------------- | ---------------- | ---------------- | ---------------- | ---------------- | ---------------- | ---------------- | ---------------- | ---------------- | ---------------- |
| Джерело:                                      |                  |                  |                  |                  |                  |                  |                  |                  |                  |                  |                  |                  |                  |